# Stictoptera superans
Stictoptera superans là một loài bướm đêm trong họ Noctuidae.